# TCB (album)
TCB è un album dei gruppi musicali R&B statunitensi Diana Ross & The Supremes e The Temptations, pubblicato dalla Motown Records nel 1968. L'album fu registrato nel corso dell'omonimo speciale televisivo trasmesso il 9 dicembre 1968 dalla NBC e sponsorizzato dalla Timex. TCB sta per Taking Care of Business ("occuparsi degli affari").

## Tracce

### Lato A
1. TCB (Bill Angelos, Buz Kohan) - 2:55
2. Stop! In the Name of Love (Holland-Dozier-Holland) - 1:12
3. Introduction of Diana Ross & the Supremes - 0:55
4. You Keep Me Hangin' On (Holland-Dozier-Holland) - 1:48
5. Introduction of the Temptations/Get Ready (Smokey Robinson) - 2:34 >
6. Introduction of Diana Ross/The Way You Do the Things You Do (Robinson, Robert Rogers) - 3:23
7. Medley - 5:15
  1. A Taste of Honey (Bobby Scot, Ric Marlow)
  2. Eleanor Rigby (John Lennon, Paul McCartney)
  3. Do You Know the Way to San José (Burt Bacharach, Hal David)
  4. Mrs. Robinson (Paul Simon)
8. Respect (Otis Redding) - 2:37
9. Somewhere (Leonard Bernstein, Stephen Sondheim) - 3:07

### Lato B
1. Ain't Too Proud to Beg (Norman Whitfield, Edward Holland, Jr.) - 2:05
2. Introduction of the Temptations - 0:45
3. Hello, Young Lovers (Richard Rodgers, Oscar Hammerstein II) - 2:17
4. For Once in My Life (Ron Miller, Orlando Muller) - 3:43
5. (I Know) I'm Losing You (Whitfield, E. Holland) - 3:07
6. With a Song in My Heart/Without a Song (Richard Rodgers, Lorenz Hart, Vincent Youmans, Edward Eliscu, Billy Rose) - 3:00
7. Medley (Holland-Dozier-Holland) - 2:20
  1. Come See About Me
  2. My World Is Empty Without You
  3. Baby Love
8. I Hear a Symphony (Holland-Dozier-Holland) - 2:47
9. The Impossible Dream (Joe Darion, Mitch Leigh)- 3:10

## Classifiche
| Classifica(1968)                | Posizione più alta |
| U.S. Billboard 200              | 1                  |
| U.S. Billboard R&B Albums Chart | 1                  |
| Official Albums Chart           | 11                 |